# 1984年夏季残疾人奥林匹克运动会瑞典代表团
1984年夏季残疾人奥林匹克运动会瑞典代表团是瑞典派出的1984年夏季残疾人奥林匹克运动会代表团。获得83枚金牌、43枚银牌和34枚铜牌。